# Nikolaj Turtjaninov
Nikolaj Stepanovitj Turtjaninov, född 1796 i Nikitovka, död 1863 i Charkiv, var en rysk botaniker som var först med att identifiera ett flertal växtsläkten och växtarter. Många arter, däribland Connarus turczaninowii, Hydrocotyle turczaninowii och Sisymbrium turczaninowii, har uppkallats efter honom.
Turtjaninov examinerades från Universitetet i Charkiv 1814 och började arbeta som statstjänsteman i Sankt Petersburg, där han publicerade sin första botaniska förteckning 1825. 1828 fick han en administrativ tjänst i Irkutsk, vilket gjorde att han kunde samla i området runt Bajkalsjön och en rad publikationer följde. Efter en olyckshändelse lät han andra samla åt sig och tillbringade sin tid med att klassificera, studera och skriva.
Auktorsnamnet Turcz. kan användas för Nikolaj Turtjaninov i samband med ett vetenskapligt namn inom botaniken; se Wikipediaartiklar som länkar till auktorsnamnet.

## Utmärkelser
- 1857 – Demidovska priset[2]

## Not
International Plant Names Index (IPNI) använder stavningen Nicolai Stepannowitsch Turczaninow.